# Kansas City Chiefs 2005
La stagione 2005 dei Kansas City Chiefs è stata la 36ª nella National Football League e la 46ª complessiva.
Malgrado un record di 10-6, la squadra non riuscì a qualificarsi per i playoff. I Chiefs divennero la sesta squadra con tale record a non qualificarsi dall'introduzione del sistema delle wild card.
L'ultima stagione da capo-allenatore di Dick Vermeil fu il canto del cigno per uno degli attacchi più prolifici di quegli anni e l'annata dell'esplosione del running back Larry Johnson, che terminò con 1.750 yard corse in sole 9 presenze come titolare. Dopo l'infortunio del running back Priest Holmes nella settimana 8 contro i San Diego Chargers, Johnson prese in mano le redini dell'attacco dei Chiefs e lo portò quasi a qualificarsi per i playoff.

## Roster
| Roster dei Kansas City Chiefs nel 2004 |
| --- |
| Quarterback - 15 Todd Collins - 10 Trent Green - 11 Damon Huard Running Back - 22 Dee Brown - 27 Larry Johnson - 49 Tony Richardson FB - 42 Ronnie Cruz FB Wide Receiver - 85 Marc Boerigter - 82 Dante Hall - 87 Eddie Kennison - 18 Samie Parker Tight End - 89 Jason Dunn - 88 Tony Gonzalez Offensive Linemen - 65 Jordan Black T - 67 Chris Bober C - 77 Willie Roaf T - 68 Will Shields G - 54 Brian Waters G - 76 John Welbourn T - 62 Casey Wiegmann C Defensive Linemen - 69 Jared Allen DE - 75 Lional Dalton DT - 90 Ryan Sims DT - 96 Jimmy Wilkerson DE Linebacker - 99 Kendrell Bell OLB - 97 Keyaron Fox OLB - 53 Kris Griffin OLB - 51 Boomer Grigsby ILB - 56 Derrick Johnson OLB - 50 Kawika Mitchell ILB - 91 Rich Scanlon ILB - 55 Gary Stills OLB Defensive Back - 29 Sammy Knight SS - 20 Benny Sapp CB - 23 Patrick Surtain CB - 44 Eric Warfield CB - 25 Greg Wesley S - 21 Jerome Woods FS Special Team - 1 Lawrence Tynes K - 2 Dustin Colquitt P - 83 Kendall Gammon LS/TE Lista delle riserve - 31 Priest Holmes RB (IR) |
| Legenda - I rookie sono in corsivo. - Il primo ruolo è il principale mentre gli eventuali successivi indicano i ruoli secondari. - (IR) sta per Injured Reserve ed indica la lista ristretta per un solo giocatore infortunato che può tornare ad allenarsi dopo la settimana 6 e a rientrare in prima squadra dopo che questa ha giocato 8 partite. - (NF-Inj.) / (NF-Ill.) stanno rispettivamente per Non-Football Injured e Non-Football Illness ed indicano le liste dove viene inserito un giocatore che ha un infortunio o una malattia non dipendente dal football americano. - (PUP) sta per Physically Unable to Perform ed indica la lista dove viene inserito un giocatore mentre è in attesa di recuperare la condizione fisica. Nella stagione regolare dopo la sesta partita giocata dalla propria squadra, il giocatore ha tempo tre settimane per riprendere ad allenarsi, più tre settimane aggiuntive dal suo rientro agli allenamenti per rientrare in prima squadra.                                                             |

## Calendario
| Stagione regolare  |                   |                       |           |                            |      |          |
| Turno              | Data              | Avversario            | Risultato | Stadio                     | TV   | Pubblico |
| 1                  | 11 settembre 2005 | New York Jets         | V 27–7    | Arrowhead Stadium          | CBS  | 78,014   |
| 2                  | 18 settembre 2005 | at Oakland Raiders    | V 23–17   | McAfee Coliseum            | ESPN | 62,273   |
| 3                  | 26 settembre 2005 | at Denver Broncos     | S 30–10   | Invesco Field at Mile High | ABC  | 76,381   |
| 4                  | 2 ottobre 2005    | Philadelphia Eagles   | S 37–31   | Arrowhead Stadium          | FOX  | 78,742   |
| Settimana di pausa |                   |                       |           |                            |      |          |
| 6                  | 16 ottobre 2005   | Washington Redskins   | V 28–21   | Arrowhead Stadium          | FOX  | 78,083   |
| 7                  | 21 ottobre 2005   | at Miami Dolphins     | V 30–20   | Dolphins Stadium           | CBS  | 68,350   |
| 8                  | 30 ottobre 2005   | at San Diego Chargers | S 28–20   | Qualcomm Stadium           | CBS  | 65,750   |
| 9                  | 6 novembre 2005   | Oakland Raiders       | V 27–23   | Arrowhead Stadium          | CBS  | 79,033   |
| 10                 | 13 novembre 2005  | at Buffalo Bills      | S 14–3    | Ralph Wilson Stadium       | CBS  | 72,093   |
| 11                 | 20 novembre 2005  | at Houston Texans     | V 45–17   | Reliant Stadium            | ESPN | 70,481   |
| 12                 | 27 novembre 2005  | New England Patriots  | V 26–16   | Arrowhead Stadium          | CBS  | 78,025   |
| 13                 | 4 dicembre 2005   | Denver Broncos        | V 31–27   | Arrowhead Stadium          | CBS  | 78,261   |
| 14                 | 11 dicembre 2005  | at Dallas Cowboys     | S 31–28   | Texas Stadium              | CBS  | 63,432   |
| 15                 | 17 dicembre 2005  | at New York Giants    | S 27–17   | Giants Stadium             | CBS  | 78,625   |
| 16                 | 24 dicembre 2005  | San Diego Chargers    | V 20–7    | Arrowhead Stadium          | CBS  | 75,956   |
| 17                 | 1º gennaio 2006   | Cincinnati Bengals    | V 37–3    | Arrowhead Stadium          | CBS  | 77,211   |

## Classifiche
| AFC West           |    |    |   |      |     |      |     |     |     |
|                    | V  | S  | P | %    | DIV | CONF | PF  | PS  | STR |
| (2) Denver Broncos | 13 | 3  | 0 | .813 | 5–1 | 10–2 | 395 | 258 | V4  |
| Kansas City Chiefs | 10 | 6  | 0 | .625 | 4–2 | 9–3  | 403 | 325 | V2  |
| San Diego Chargers | 9  | 7  | 0 | .563 | 3–3 | 7–5  | 418 | 312 | S2  |
| Oakland Raiders    | 4  | 12 | 0 | .250 | 0–6 | 2–10 | 290 | 383 | S6  |